# Spider-Verse (анимационная трилогия)
Паучья вселенная или Spider-Verse (англ. Spider-Verse) — снятая кинокомпанией Sony Pictures Entertainment и ее дочерней компанией Columbia Pictures в ассосиации с Marvel Entertainment анимационная кинотрилогия, состоящяя из двух выпущенных и еще одного будущего мультфильмов, а также предстоящего спин-оффа, основанная на комиксах от Marvel Comics о Человеке-пауке. Также известная как "Сага Паучьей вселенной". Мультфильмы саги принесли свежий взгляд на Человека-паука и других связанных с ними персонажей, а также на всю анимационную индустрию, совмещая рисованную анимацию с компьютерной и добавляя к этому комиксные визуалы. Главным героем трилогии является Человек-паук, но не Питер Паркер, а Майлз Моралес. Также главными выступают сам Питер Паркер и Гвен-паук, а также родители Майлза — Джефферсон Моралес и Рио Моралес. Трилогия послужила дебютом этого персонажа и многих других, включая Гвен-паук и Мигеля О'Хары на больших экранах. 
Первоисточнком трилогии являются комиксы о Майлзе Моралесе из комикс-вселенной Ultimate Marvel и одноименный комикс о мультивселенной Людей-пауков.
Первый мультфильм был анонсирован в мероприятии CinemaCon в 2015 году. Первый мультфильм вышел в 2018 году. Мультфильм получил премии «Оскар» в категории "Лучший анимационный фильм", «Золотой глобус» и «BAFTA». Мультфильмы получили в основном очень высоки положительные оценки от критиков и зрителей.

## Мультфильмы
| Мультфильм                           | Дата выхода             | Режиссёр(ы)                                     | Сценарист(ы)                              | Продюсер(ы)                                                                                                 | Примечания |
| ------------------------------------ | ----------------------- | ----------------------------------------------- | ----------------------------------------- | --- | --- |
| Человек-паук: Через вселенные        | 13 декабря 2018         | Питер Рэмси, Родни Ротман, Боб Персичетти       | Фил Лорд, Родни Ротман                    | Ави Арад, Эми Паскаль, Фил Лорд, Кристофер Миллер, Кристина Стейнберг, Брайан Майкл Бендис (исполнительный) | |
| Человек-паук: Паутина вселенных      | 2 июня 2023             | Жуакин Душ Сантуш, Кэмп Пауэрс, Джастин Томпсон | Фил Лорд, Кристофер Миллер, Дэйв Каллахэм | Ави Арад, Эми Паскаль, Фил Лорд, Кристофер Миллер, Кристина Стейнберг                                       | |
| Человек-паук: За пределами вселенных | 4 июня 2027 (ожидается) | Жуакин Душ Сантуш, Кэмп Пауэрс, Джастин Томпсон | Фил Лорд, Кристофер Миллер, Дэйв Каллахэм | Ави Арад, Эми Паскаль, Фил Лорд, Кристофер Миллер, Кристина Стейнберг                                       | |
| Женщины-пауки                        | TBA                     | Лорен Монтгомери                                | Бек Смит                                  | Эми Паскаль, Фил Лорд, Кристофер Миллер                                                                     | спин-офф, не будет частью основной кинотрилогии, хотя будет связана с ним сюжетно, хронологически и персонажами. |

## Кассовые сборы
1. Человек-паук: Через вселенные — всего 375 540 831 долларов
2. Человек-паук: Паутина вселенных — всего 690 515 673 долларов

## Заметки
1. ↑  В отличии от комиксов, в мультфильмах отец Майлза носит фамилию Моралес, а не Дэвис.